# 德拉格
德拉格（德語：Drage），德國下薩克森哈爾堡縣的一座市鎮，人口約4,200人。1972年7月1日，德拉格市、德伦豪森市、埃尔伯斯托夫市、洪登市、施温德市和斯托夫市并入德拉格。